# Episodi di Beverly Hills 90210 (prima stagione)
La prima stagione della serie televisiva Beverly Hills 90210 è andata in onda in prima visione negli Stati Uniti dal 4 ottobre 1990 al 9 maggio 1991 sul network Fox.
In Italia viene trasmessa dal 19 novembre 1992 all'11 febbraio 1993 su Italia 1.
| nº | Titolo originale            | Titolo italiano                 | Prima TV USA     | Prima TV Italia  |
| -- | --------------------------- | ------------------------------- | ---------------- | ---------------- |
| 1  | Class of Beverly Hills      | Benvenuti a Beverly Hills       | 4 ottobre 1990   | 19 novembre 1992 |
| 2  | The Green Room              | La camera verde                 | 11 ottobre 1990  | 26 novembre 1992 |
| 3  | Every Dream Has Its Price   | Una ragazza troppo sola         | 18 ottobre 1990  | 26 novembre 1992 |
| 4  | The First Time              | La prima volta                  | 25 ottobre 1990  | 3 dicembre 1992  |
| 5  | One On One                  | Un passato glorioso             | 1º novembre 1990 | 3 dicembre 1992  |
| 6  | Higher Education            | Un professore tutto da scoprire | 15 novembre 1990 | 10 dicembre 1992 |
| 7  | Perfect Mom                 | Serata di beneficenza           | 22 novembre 1990 | 10 dicembre 1992 |
| 8  | The 17 Year Itch            | Un matrimonio in crisi          | 29 novembre 1990 | 17 dicembre 1992 |
| 9  | The Gentle Art Of Listening | Un caso di violenza             | 6 dicembre 1990  | 17 dicembre 1992 |
| 10 | Isn't It Romantic?          | Una storia romantica            | 3 gennaio 1991   | 24 dicembre 1992 |
| 11 | B.Y.O.B                     | Un sabato da dimenticare        | 10 gennaio 1991  | 24 dicembre 1992 |
| 12 | One Man And a Baby          | Un ragazzo e una culla          | 24 gennaio 1991  | 31 dicembre 1992 |
| 13 | Slumber Party               | Pigiama party                   | 31 gennaio 1991  | 7 gennaio 1993   |
| 14 | East Side Story             | Una misteriosa ragazza          | 14 febbraio 1991 | 14 gennaio 1993  |
| 15 | A Fling In Palm Springs     | Weekend a Palm Springs          | 21 febbraio 1991 | 14 gennaio 1993  |
| 16 | Fame Is Where You Find It   | Un'occasione mancata            | 28 febbraio 1991 | 7 gennaio 1993   |
| 17 | Stand (Up) And Deliver      | Elezioni scolastiche            | 7 marzo 1991     | 21 gennaio 1993  |
| 18 | It's Only a Test            | Esame a rischio                 | 28 marzo 1991    | 21 gennaio 1993  |
| 19 | April Is The Cruelest Month | Amore e odio                    | 11 aprile 1991   | 4 febbraio 1993  |
| 20 | Spring Training             | Mistero grandioso               | 25 aprile 1991   | 4 febbraio 1993  |
| 21 | Spring Dance                | Il ballo di primavera           | 2 maggio 1991    | 11 febbraio 1993 |
| 22 | Home Again                  | Festa d'addio                   | 9 maggio 1991    | 11 febbraio 1993 |

## Benvenuti a Beverly Hills
- Titolo originale: Class of Beverly Hills
- Diretto da: Tim Hunter
- Scritto da: Darren Star

### Trama
La famiglia Walsh si trasferisce dal Minnesota a Beverly Hills a causa di un cambiamento di lavoro del padre, Jim Walsh. Oltre a Jim, la famiglia è composta da Cindy e dai loro due figli gemelli Brandon e Brenda. Brenda e Brandon inizieranno a studiare al West Beverly High School, dove Brandon conoscerà Andrea (redattore del giornale studentesco) e Steve Sanders, mentre Brenda farà amicizia con Kelly Taylor (che si è appena rifatta il naso) e Donna Martin. Kelly convince Brenda ad andare in una discoteca con una carta d'identità falsa, ma alla fine solo Brenda riuscirà ad entrare. Qui Brenda conosce un ragazzo di nome Jason più grande di lei. Jason inizialmente sembra molto interessato ma poi si allontana quando scopre che lei ha solo 16 anni. Brandon partecipa ad una festa dove fa amicizia con la padrona di casa, Mary Anne Moore. Una matricola di nome David Silver porterà a casa uno Steve molto ubriaco, ma poco dopo David ha un incidente con l'auto di Steve. Brandon scopre il segreto di Andrea: la ragazza in realtà non vive nel quartiere di West Beverly High School, quindi non vi potrebbe studiare. Brandon promette di mantenere il suo segreto.

## La camera verde
- Titolo originale: The Green Room
- Diretto da: Michael Toshiyuki Uno
- Scritto da: David Stenn

### Trama
Brandon scrive un articolo che tratta del suo trasferimento. In seguito conosce Dylan McKay e Sara, due surfisti. Sara ha un incidente e per poco non annega però Brandon la salva. Più tardi scopre che l'incidente è dovuto al fatto che Sara era ubriaca. Brenda è affascinata dalla moda californiana e cerca in tutti i modi di assomigliare alla sua nuova amica Kelly.
- Nota: Prima apparizione di Luke Perry.

## Una ragazza troppo sola
- Titolo originale: Every Dream Has Its Price
- Diretto da: Gross Adams
- Scritto da: Amy Spies

### Trama
Brandon ottiene un impiego in un locale chiamato Peach Pit. Brenda va a fare shopping con Kelly e Tiffany, una vecchia amica di Kelly però Brenda non può comprare nulla. Quando vanno di nuovo a fare shopping, Tiffany usa Brenda come esca per rubare (all'insaputa di Brenda) ed entrambe vengono prese.

## La prima volta
- Titolo originale: The First Time
- Diretto da: Bethany Rooney Hillshafer
- Scritto da: Darren Star

### Trama
La ragazza di Brandon, Sheryl, arriva dal Minnesota a Beverly Hills per fargli una sorpresa. Sheryl dorme nella stanza di Brenda, ma durante la notte va in camera di Brandon e i due fanno l'amore. Brenda fa la baby sitter al figlio di un suo insegnante (sebbene all'inizio fosse convinta che il professore avesse una cotta per lei). Donna e Kelly accompagnano Brenda e ne approfittano per sbirciare l'album fotografico del professore. Sheryl, all'insaputa di Brandon, comincia ad interessarsi a Dylan.

## Un passato glorioso
- Titolo originale: One on One
- Diretto da: Artie Mandelberg
- Scritto da: Charles Rosin

### Trama
Brandon prova ad entrare nella squadra di basketball, ma sospetta che alcuni giocatori siano stati presi nella squadra solo per vincere le partite dal momento che molti di loro non sono del distretto di Beverly Hills. Andrea ne scrive un articolo sul giornale scolastico, ma la squadra smentisce tutto. Brenda studia per prendere la patente, ma fallisce l'esame due volte. Una sera, andando da Kelly, prende di nascosto l'auto di Brandon ma rimane senza benzina...

## Un professore tutto da scoprire
- Titolo originale: Higher Education
- Diretto da: Artie Mandelberg
- Scritto da: Jordan Budde

### Trama
Brenda si tinge i capelli perché crede che Dylan preferisca le ragazze bionde ma il risultato è arancione. Steve prende una A in storia, così Brandon decide di studiare con lui per ottenere gli stessi risultati. Il giovane Walsh scopre però che Steve riesce ad avere in anticipo le domande dei test.

## Serata di beneficenza
- Titolo originale: Perfect Mom
- Diretto da: Bethany Rooney Hillshafer
- Scritto da: Darren Star

### Trama
Al West Beverly viene organizzata una serata di beneficenza. Andrea va con Brenda e Cindy. Brenda conosce la mamma di Kelly e crede che sia migliore della sua. La mamma di Kelly però si presenta alla sfilata ubriaca e fatta di cocaina e Kelly si vergogna di lei. A quel punto Jackie, la madre di Kelly, decide di andare a disintossicarsi. David bacia Kelly.

## Un matrimonio in crisi
- Titolo originale: Seventeen Year Itch
- Diretto da: Jefferson Kibbee
- Scritto da: Amy Spies

### Trama
È il diciassettesimo anniversario di matrimonio di Cindy e Jim. Cindy incontra un suo ex fidanzato di liceo, Glen Evans, che è ancora innamorato di lei e i due si baciano. Brandon e Brenda credono che la madre abbia una relazione segreta e che pertanto i loro genitori divorzieranno. Alla fine però tutto risulta essere un equivoco e Cindy dice a Glen di non amarlo più e che è felicissima del proprio matrimonio. David, Donna e Steve fanno un provino per diventare DJ della scuola. Brenda e Brandon partecipano ad uno studio sui gemelli e scoprono di avere dei caratteri molto diversi.

## Un caso di violenza
- Titolo originale: The Gentle Art of Listening
- Diretto da: Daniel Attias
- Scritto da: Charles Rosin

### Trama
David diventa il DJ della scuola, mentre Brenda trova lavoro come centralinista di una Help Line in cui lavora anche Andrea. Brenda aiuta una ragazza che subisce violenze, di nome Bonnie, a denunciare il colpevole. Dylan dà consigli sul sesso a Brandon.

## Una storia romantica
- Titolo originale: Isn't It Romantic
- Diretto da: Nancy Malone
- Scritto da: Karen Rosin

### Trama
Brenda trova Dylan nel bagno di casa sua, sotto la doccia. Jim non è entusiasta del fatto che Brenda sia attratta da Dylan. Brenda e Dylan vanno a cenare fuori e la ragazza viene a conoscenza dei problemi che Dylan ha con suo padre. Dopo un'accesa discussione i due si baciano. Dylan confessa a Brenda di aver avuto in passato rapporti non protetti pertanto decide di sottoporsi al test dell'HIV.

## Un sabato da dimenticare
- Titolo originale: B.Y.O.B
- Diretto da: Miles Watkins
- Scritto da: Jordan Budde

### Trama
Brandon e Brenda partecipano ad una festa organizzata da Donna, alla quale bevono. Al rientro a casa Cindy si accorge che Brenda ha bevuto e assieme al marito la rimprovera. I gemelli decidono di dare una festa dato che i genitori non ci sono, ma al party vengono troppe persone, Brandon si ubriaca. Cindy e Jim nel frattempo devono vedersela con una vicina di stanza a Palm Spring molto invadente. Brandon viene arrestato per guida in stato di ebbrezza e giura che non berrà mai più.

## Un ragazzo e una culla
- Titolo originale: One Man And a Baby
- Diretto da: Burt Brinckerhoff
- Scritto da: Amy Spies & Darren Star

### Trama
Brandon esce con una ragazza più grande di nome Melissa ma non sa che Melissa nasconde un segreto, infatti lei ha un figlio. Brenda e Kelly intanto prendono lezioni di paracadute, poiché hanno vinto un concorso radiofonico. Un giorno Brandon deve prendersi cura del piccolo Joy.

## Pigiama party
- Titolo originale: Slumber Party
- Diretto da: Charles Braverman
- Scritto da: Darren Star

### Trama
Le ragazze organizzano un pigiama party in casa di Brenda. Tra le invitate c'è anche un'amica d'infanzia di Kelly che si rivela essere molto scortese. Senza farsi vedere le ragazze trovano nella sua borsa delle pillole per dimagrire e scoprono che Amanda sta attraversando un periodo molto difficile.

## Una misteriosa ragazza
- Titolo originale: East Side Story
- Diretto da: Daniel Attias
- Scritto da: Carmen Sternwood

### Trama
Brandon conosce una ragazza proveniente dalla periferia e se ne innamora. La ragazza però sente molto la differenza tra loro e decide di non continuare la storia. Brandon scopre che la ragazza è stata minacciata perché testimone di un omicidio. Brenda, nel frattempo, organizza "una serata di moda" a casa Walsh.

## Week end a Palm Springs
- Titolo originale: A Fling In Palm Springs
- Diretto da: Jefferson Kibbee
- Scritto da: Jordan Budde

### Trama
I ragazzi per le vacanze di primavera organizzano un soggiorno a Palm Springs. Brandon deve lavorare e non parte. Brenda organizza la sua prima volta con Dylan, ma va tutto in fumo perché lei perde indirizzo dell'albergo e non trova il suo ragazzo. Dorme sola in uno stanzino di attrezzi, grazie all'aiuto di un cameriere. Kelly, Steve, Donna e David sono ospiti dai nonni di David, lui si vergogna di loro perché un po' eccentrici e lo trattano come un bambino, ma alla fine si pente. Brenda trova Dylan con una bionda, discutono, risolto malinteso si uniscono alla compagnia per una mega festa in piscina. Brandon a Los Angeles aiuta un bambino cliente (e ladruncolo) del Pitch Pit, il ragazzino vive in strada con la madre. Andrea è sempre più cotta di Brandon.

## Un'occasione mancata
- Titolo originale: Fame is Where You Find It
- Diretto da: Paul Schneider
- Scritto da: Charles Rosin & Karen Rosin

### Trama
Brandon viene invitato a partecipare in un programma televisivo. Esaltato dalla proposta non esita e si presenta al programma. Qui però scopre che è stato scelto non per il suo talento, ma soltanto per lanciare un personaggio da tempo dimenticato. Brenda, anche se gelosa dell'opportunità del fratello, accetta di sostituire Brandon al Peach Pit.

## Elezioni scolastiche
- Titolo originale: Stand (Up) And Deliver
- Diretto da: Burt Brinckerhoff
- Scritto da: Amy Spies

### Trama
Brandon decide di candidarsi come rappresentante di classe e Kelly gli organizza una vera e propria campagna elettorale. Nel frattempo Brenda, vedendo che l'attenzione è concentrata solo per Brandon, medita di lasciare la scuola e seguire una sua amica nel mondo del teatro.

## Esame a rischio
- Titolo originale: It's Only a Test
- Diretto da: Charles Braverman
- Scritto da: Darren Star

### Trama
I ragazzi studiano per prepararsi agli esami. Brenda, Donna e Kelly, che studiano insieme, leggono un articolo che parla del tumore al seno. Preoccupate si analizzano e Brenda, dopo aver notato qualcosa nel suo seno, va in ospedale per una visita. La madre è molto agitata, soprattutto perché sua sorella è morta proprio per un tumore al seno. Anche gli amici si preoccupano, ma fortunatamente l'esito della biopsia risulta negativo: Brenda non ha nulla da temere.

## Amore e odio
- Titolo originale: April Is The Cruelest Month
- Diretto da: Daniel Attias
- Scritto da: Steve Wasserman & Jessica Klein

### Trama
Brandon deve scrivere un articolo su Roger Azarian, il campione di tennis della scuola. Una volta raccolte alcune informazioni scopre che in realtà Roger ha seri disturbi psicologici. Brandon, preoccupato, riesce a intervenire e grazie al suo aiuto Roger viene ricoverato. Nel frattempo i risultati degli esami sono arrivati, e Brandon e Brenda hanno preso lo stesso punteggio.
● Guest Star: Matthew Perry (Roger Azarian)

## Mistero gaudioso
- Titolo originale: Spring Training
- Diretto da: Burt Brinckerhoff
- Scritto da: Charles Rosin

### Trama
Un collega di Jim crea una squadra di baseball e recluta Steve e Brandon. Viene così organizzata una partita contro la squadra allenata da Nat, il simpatico padrone del Peach Pit. La squadra del collega di Jim è formata da giovani benestanti, mentre quella di Nat da ragazzi meno fortunati. Brandon e Dylan senza farsi vedere aiutano la squadra di Nat. Jim sostiene invece la squadra del collega e propone a quest'ultimo di utilizzare il metodo tecnico-scientifico. Nel frattempo Brenda è alle prese con un cane trovato per la strada.

## Il ballo di primavera
- Titolo originale: Spring Dance
- Diretto da: Darren Star
- Scritto da: Darren Star

### Trama
Il ballo di primavera si avvicina: i ragazzi si preparano per far bella figura con le ragazze. Andrea propone a Brandon di andare alla festa insieme ma lui rifiuta perché odia ballare. Anche Kelly invita Brandon, ma questa volta lui accetta. Andrea è molto dispiaciuta e Steve è geloso. Al ballo Kelly e Brenda litigano quando scoprono di aver scelto lo stesso vestito. Dylan e Brenda si avventurano in una stanza di albergo per passare la loro prima notte insieme. Steve scopre di essere stato adottato.

## Festa d'addio
- Titolo originale: Home Again
- Diretto da: Charles Braverman
- Scritto da: Amy Spies

### Trama
Jim riceve una promozione sul lavoro, ma il nuovo impiego è a Minneapolis. I ragazzi sono tristi e non vogliono lasciare Beverly Hills. Brenda discute con Dylan. Al Peach Pit c'è una festa d'addio per la loro partenza, ma Jim annuncia di aver rifiutato il nuovo incarico.